# Jerónimo Baía
Frei Jerónimo Baía (* zwischen 1620 und 1630 in Coimbra, Portugal; † 1688 in Viana do Castelo, Portugal) war ein portugiesischer Barocklyriker, Ordensmann und Ordenshistoriker. Er gilt als einer der bedeutendsten Barocklyriker Portugals.

## Leben und Wirken
Frei Jerónimo Baía wurde zwischen 1620 und 1630 in Coimbra geboren. Am 4. Mai 1643 wurde er ordiniert und studierte dann in Coimbra und Lissabon. Anschließend ging er ins Kloster São Martinho do Tibães in Braga, wo er bis zu seinem Tode wirkte. Als Lehrer und Prediger war er auch am Hofe König Dom Alfonsos VI. tätig.
1674 war er als Chronist für den Benediktinerorden in Portugal tätig. Auch war er offizieller Hofdichter des Königs.
Seine Lyrik erschien vor allem in den beiden bekannten Barockanthologien Fénix Renascida und Postilhão de Apolo. Seine bekanntesten Gedichte waren: A um pé pequeno, Lampedoria de cristal, Ao menino deus em metáfer de doce, Falando com Deus, A morte do Conde de Castelo Melhor.